# Hutir Dașkivskîi, Stara Sîneava
Hutir Dașkivskîi (în ucraineană Хутір Дашківський) este un sat în comuna Siomakî din raionul Stara Sîneava, regiunea Hmelnîțkîi, Ucraina.

## Demografie
Componența lingvistică a localității Hutir Dașkivskîi
     Ucraineană (97,67%)
     Rusă (2,33%)
Conform recensământului din 2001, majoritatea populației localității Hutir Dașkivskîi era vorbitoare de ucraineană (97,67%), existând în minoritate și vorbitori de rusă (2,33%).